# Пети, Пьер (фотограф)
Пьер Пети (фр. Pierre Petit; 15 августа 1831, Оп, департамент Вар — 16 февраля 1909, Париж) — французский фотограф.
Занимался в большой группе учеников Андре Дидери. В 1858 году открыл собственную студию в Париже, где занимался преимущественно портретной фотосъёмкой. В 1862 году Пети был назначен официальным фотографом французского епископата, благодаря чему сделал более 25 000 фотографий священнослужителей. В 1867 году Пети был официальным фотографом Всемирной выставки в Париже. В 1871—1884 годы по поручению французского правительства Пети вёл фотохронику сооружения Статуи Свободы в Нью-Йорке. В 1898 году он был первым фотографом, который попытался сделать подводную фотографию.
Коллекции его фотографий хранятся в Музее Орсе, Национальной библиотеке Франции и Национальной портретной галерее в Лондоне.

## Галерея

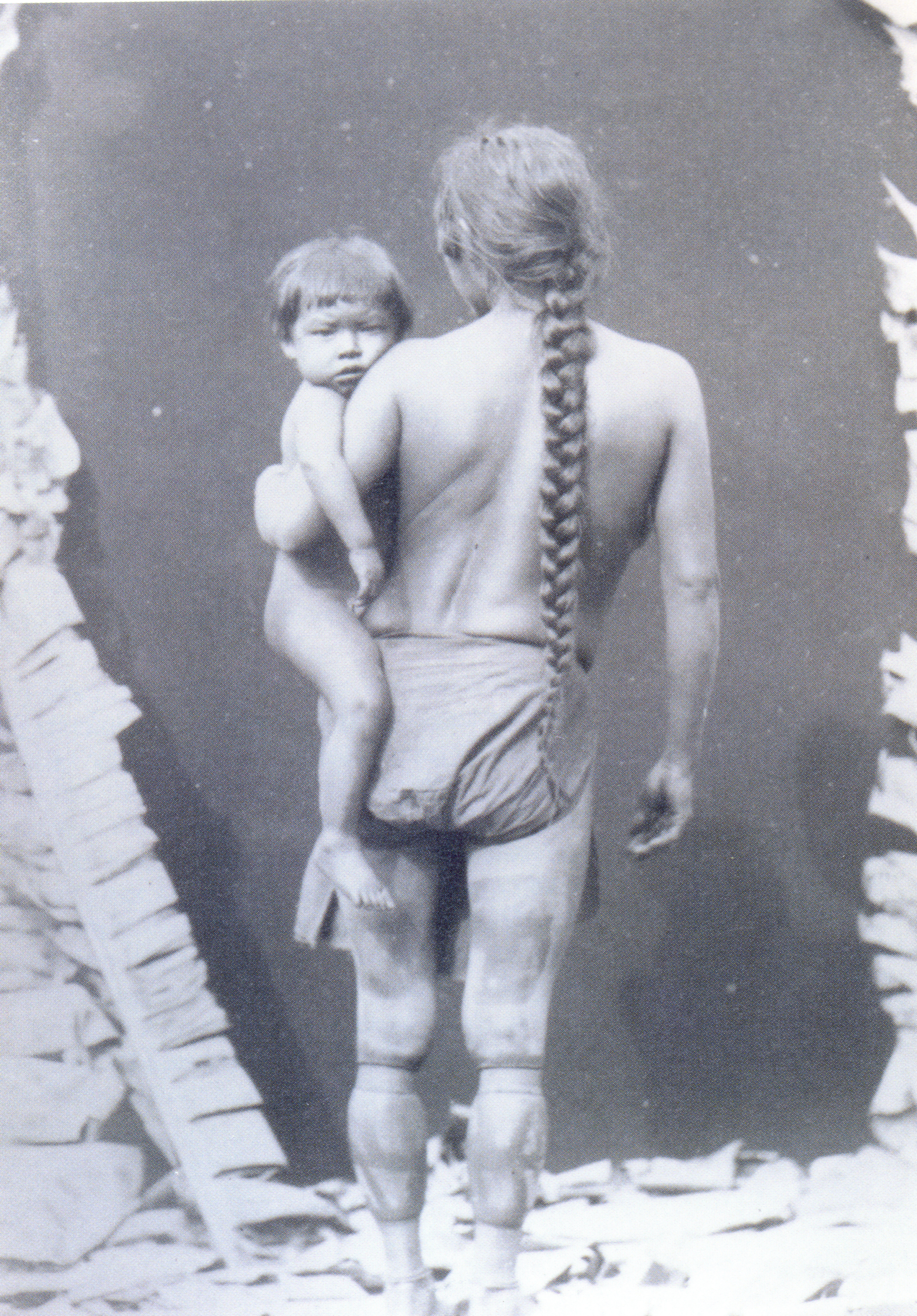
Калина с ребёнком (1882)
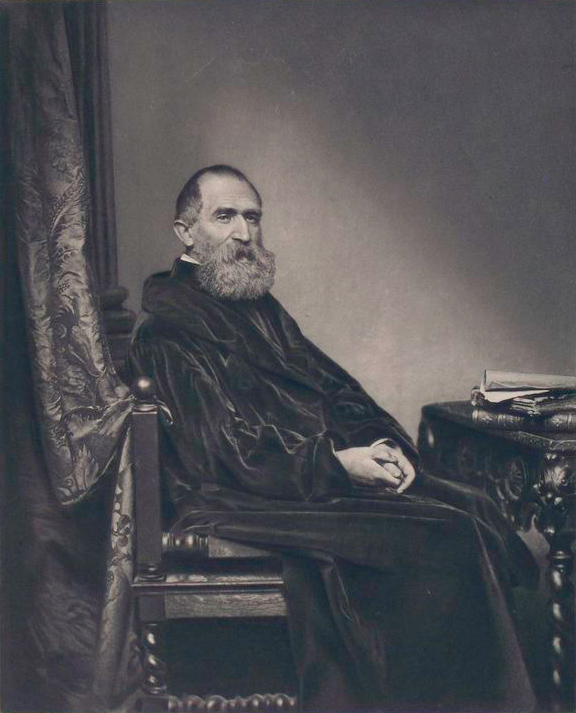
Композитор Бертольд Дамке
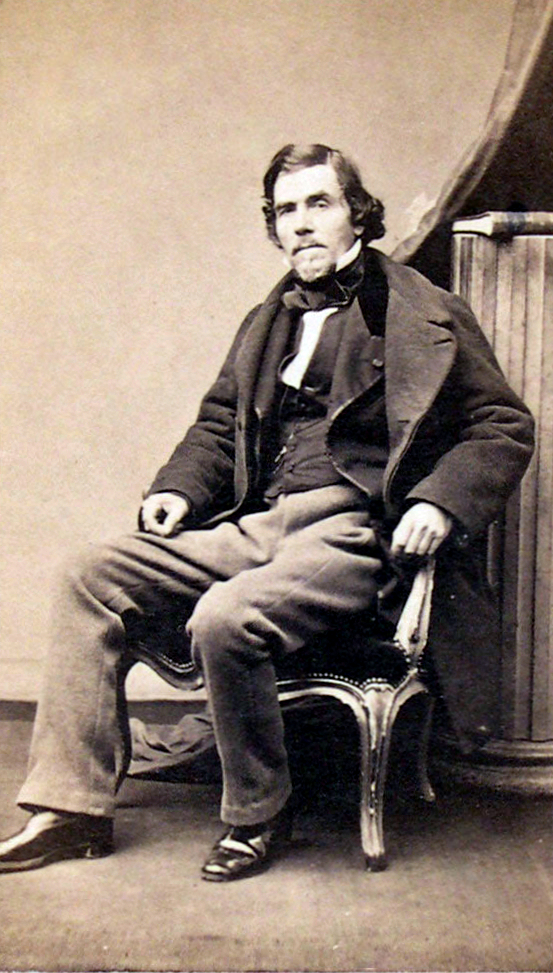
Художник Эжен Делакруа
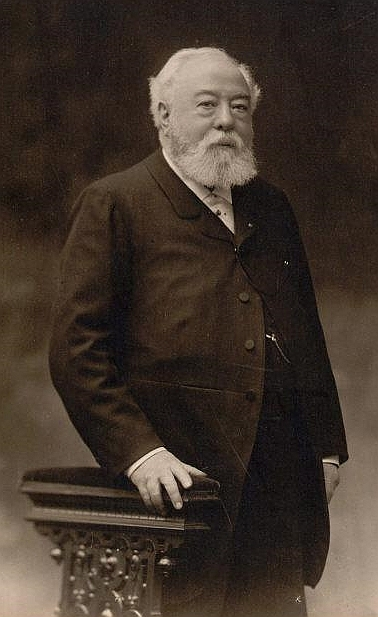
Кларнетист Сириль Роз